# サン・ルイ・レイの橋
『サン・ルイ・レイの橋』または『サン・ルイス・レイ橋』（サンルイレイのはし/サンルイスレイばし、The Bridge of San Luis Rey）は、実話をもとにソーントン・ワイルダーが1927年に発表した小説。1928年にピューリッツァー賞を受賞した。1929年、1944年、2004年に映画化されている。日本では2004年版がDVDとしてリリースされた。

## あらすじ
1714年、スペイン領である南米ペルーの首都リマで一つの悲劇が起きた。近郊の聖地へと続く険しい渓谷で吊り橋が切れ、渡っていた5人の市民が墜落死したのだ。
現場に居合わせ、間一髪で難を逃れたフランシスコ会の司祭は、なぜ、この5人に死が訪れたのかを熟考した。神はなぜ、この5人を選ばれたのか。その答えを得るために、生前の5人について克明に調査を行う司祭。だが、神の意志を探ろうとするその行為は異端と見なされた。異端審問によって有罪を言い渡され、火刑に処せられる司祭。
物語の後半、墜落死した5人についての、3つの物語を語る詩人。侯爵夫人はスペインへ嫁いだ娘への執着が捨てきれず、その侍女となった修道女見習いの娘は、修道院が恋しくてたまらない。身寄りのない双子の兄弟は片割れが急死し一人だけが取り残された。劇場主は主演女優を熱愛し、彼女が生んだ赤ん坊を背に橋を渡った。リマに住む彼らは互いに関わりがあるが、司祭が探し求めたような罪はなかった。大切なのは、亡くなった彼らを思う生者の愛だったのだ。

## 映画化作品

### サン・ルイ・レイの橋 (2004年)

#### あらすじ
18世紀のペルー。リマの町の郊外に、険しい峡谷を渡る吊り橋があった。『サン・ルイ・レイの橋』と呼ばれるその橋は6年前に切れ落ち、渡っていた5人の人々が命を落とした。その場に居合わせた修道士のジュニパーは、5人の死と神の意志の関わりが理解できず、疑問を解消するために、死んだ5人の人生を克明に調べて書物にまとめた。その行為が神への冒涜であるとして、異端審問にかけられるジュニパー。
6年前のリマの町。修道女見習いのペピータは、モンテマヨール侯爵夫人の侍女として派遣された。ペピータのいた女子修道院には身寄りのない双子の若者がいたが、成長した2人は修道院には住めず、町の劇場に雇われた。劇場主のアンクル・ピオは、主演女優のペリチョーレを娘のように溺愛していた。
劇場で新作を公開するために、色仕掛けでペルー副王に接近するペリチョーレ。双子の片割れのマヌエルはそんなペリチョーレに叶わぬ恋をし、彼女を怒らせて劇場を追われた。新しい仕事先で事故死するマヌエル。
サン・ルイ・レイの橋の向こう側に屋敷を与えられるペリチョーレ。彼女は副王の子を身ごもったのだ。しかし、天然痘の後遺症で醜くなったペリチョーレは人を寄せ付けなくなった。彼女から副王の子を預かるアンクル・ピオ。
モンテマヨール侯爵夫人はペピータを連れて橋の向こうにある聖地を詣でた。兄弟を失った双子の片割れエステバンは、長い航海に出る決心をして橋に向かった。アンクル・ピオは、預かった赤ん坊を背負って橋を渡った。橋の崩落で死亡したのは、この4人と赤ん坊だった。
大司教は神の計画を知ろうとしたジュニパーを異端と断じ、火あぶりの刑を命じた。燃え上がる炎の中でもまだ、ジュニパーは神の意志について考え続けるのだった。

#### キャスト
- 修道士ジュニパー - ガブリエル・バーン
- リマの大司教 - ロバート・デ・ニーロ
- ペリチョーレ(カミーラ・ビジェガス) - ピラール・ロペス・デ・アジャラ： 女優
- アンクル・ピオ - ハーヴェイ・カイテル： 劇場主
- モンテマヨール侯爵夫人 - キャシー・ベイツ
- ペピータ - アドリアナ・ドミンゲス： 修道女見習い
- アンドレス・デ・リベーラ - F・マーリー・エイブラハム： ペルー副王
- 女子修道院長 - ジェラルディン・チャップリン
- マヌエル - マーク・ポーリッシュ： 双子
- エステバン - マイケル・ポーリッシュ： 双子
- アルバラード船長 - ジョン・リンチ

#### スタッフ
- 監督 : メアリー・マクガキアン
- 脚本 : メアリー・マクガキアン
- 撮影 : ハビエル・アギーレサロベ
- 編集 : カント・パン
- 音楽 : ラロ・シフリン